# شاهزاده جزر و مد
شاهزاده جزر و مد (انگلیسی: The Prince of Tides) فیلمی به کارگردانی باربارا استرایسند است که در سال ۱۹۹۱ منتشر شد.
این فیلم برنده جایزه گلدن گلوب بهترین بازیگر مرد فیلم درام توسط نیک نولتی در سال ۱۹۹۱ شده‌است.

## بازیگران
- نیک نولتی
- باربارا استرایسند
- بلایث دانر
- کیت نلیگان
- جروئن کرابا
- ملیندا دیلون
- جرج کارلین
- جیسون گلد
- برد سالیوان